# Barrio San Vicente (Córdoba)
Barrio San Vicente es un barrio de la ciudad de Córdoba, Argentina. Está ubicado al este de la zona céntrica y al sur del Río Suquía. Con una población de 19.058 habitantes (2023) es uno de los cinco barrios más populares de la ciudad.

## Límites
San Vicente se encuentra delimitado por el Río Suquía al NO, calle Obispo Maldonado al N, calles Machado, Goborno, Espeche, Levalle al E, Solares, Lisandro de la Torre al SE, F.C. Mitre, Ocampo, Junín y Rodríguez al S, Bajada Pucará al O.

## Historia
El loteo fue realizado por Agustín Garzón en 1870, un terrateniente y filántropo relacionado con la Iglesia Católica, en la zona conocida como Bajo de Ariza. Garzón le otorgó el nombre San Vicente en honor a San Vicente de Paul. En sus inicios fue una villa veraniega utilizada por los habitantes de clase alta de Córdoba para pasar el verano y los fines de semana, y de algunos agricultores.
En 1885 nació el carnaval del barrio, una costumbre cultural que se mantiene hasta hoy y se transformó en el carnaval más importante de Córdoba. Con la llegada de la industria a fines del siglo XIX, el perfil del barrio empezó a cambiar. Con la instalación de los hornos de cal en la Bajada Pucará en 1897 y los Molinos Minetti llegaron nuevos habitantes que pertenecían a la clase media y la clase obrera. En la década de 1920 se construyó, en la parte occidental, el Barrio Kronfuss, el primer barrio obrero planificado de la ciudad de Córdoba, ejecutado en estilo neocolonial con reminiscencias del barroco alemán. Este perfil más industrial se consolidó a mediados del siglo, con la instalación de varias empresas del sector productivo como Czaki y Whelam. En los años 70 y 80, sin embargo, este perfil cambió nuevamente debido al cierre de varias empresas. En estas décadas el barrio adquirió así su perfil actual, residencial y comercial, consolidándose la calle San Jerónimo como arteria central.
En las últimas décadas del siglo XX se construyeron los primeros edificios en altura, que sin embargo fueron pocos. El barrio hoy cuenta con una intensa vida comercial, principalmente en la calle San Jerónimo.

### Barrio Kronfuss
El Barrio Kronfuss se encuentra ubicado sobre la calle Agustín Garzón, entre Uruguay y Leticia, siendo parte constitutiva del tradicional Barrio San Vicente, uno de los más antiguos de la ciudad.
En 1920, durante el gobierno del Dr. Rafael Núñez, el ministro de Obras Públicas de la Provincia de Córdoba, Dr. Fernando Romagosa, le encargó al prestigioso ingeniero y arquitecto Juan Kronfuss, autor de los más emblemáticos edificios de la ciudad de Córdoba (como el Museo Provincial de Bellas Artes Emilio Caraffa, el Hospital Misericordia y la remodelación de la Legislatura de la provincia de Córdoba, entre varios otros), que ideara un barrio obrero de 99 viviendas dentro del tradicional Barrio San Vicente, frente a los hornos de cal.
El Dr. Fernando Romagosa estaba convencido de que las viviendas insuficientes y malsanas tenían un "efecto nocivo" sobre el trabajador.
Fue así como el arq. Juan Kronfuss dividió el terreno con un trazado irregular, con pasajes no siempre rectos. Estas casas contaron con baños, instalación eléctrica, cielos rasos, patios, balcones, desagües, aberturas de cedro, plazas y pérgolas, comodidades que en ese entonces sólo tenían las familias ricas.
Las casas diseñadas por Kronfuss tenían un estilo neocolonial español con reminiscencias del barroco alemán. Además estaban unidas con rieles de hierro y poseían una cámara séptica que desagotaba en una cloaca en calle Corrientes, de la que aún se conserva su bóveda. Estas fueron el primer plan de viviendas para la clase obrera que se realizó en la ciudad de Córdoba. Para pagar su construcción se usaron fondos provenientes de un impuesto al tabaco y las bebidas alcohólicas. La construcción del barrio fue finalizada en el año 1926. 
Actualmente, son muy pocas las viviendas que mantienen sus características originales. A lo largo de las décadas, los gobiernos han dejado que el barrio caiga en estado de gran abandono, permitiendo incluso las intervenciones agresivas que se desentienden por completo del valor patrimonial del barrio. Irónicamente, el barrio es obra de un arquitecto que mucho trabajó por la restauración de las construcciones históricas de Córdoba, y que destacó por su gran esmero en enseñar el valor patrimonial que tiene la arquitectura, conservada en su estado original, a la hora de dar testimonio sobre la historia de un pueblo. Por lo visto, pareciera que el maestro Kronfuss ha sembrado sobre pedregales en Córdoba.

## Población
De los 19.058 habitantes, el 1,42 % son extranjeros. Entre 1991 y 2001, el barrio había perdido 2071 habitantes, ya que en 1991 sumó 21.129.

## Arquitectura
En la arquitectura del barrio se mezclan antiguas construcciones del siglo XIX y de principios del siglo XX con edificaciones modernas. Existen algunos pocos edificios en altura, casi todos en la calle San Jerónimo y calles aledañas.

## Cultura
En San Vicente se encuentra uno de los centros culturales municipales, el Centro Cultural San Vicente. Funciona desde el año 1981 en el antiguo Mercado Municipal Marcos Juárez, construido en el año 1886, ubicado en la Plaza Mariano Moreno.
Los festejos de carnaval del barrio, los más importantes de la ciudad de Córdoba, se realizaron desde el año 1885, cuando fueron introducidos para competir con los corsos que se llevaban a cabo en el centro. En 1932, el intendente militar Ricardo Belisle intentó prohibir los corsos en San Vicente, dado que generaban una inútil competencia con los que se organizaban de manera oficial en la zona céntrica, siendo al final todos de una misma ciudad, pero luego de las protestas de los habitantes del barrio -que se extendieron durante varias jornadas e incluyeron la fundación simbólica de una República de San Vicente con autoridades y bandera propios-, el gobierno municipal dio marcha atrás con la prohibición. En el modesto barrio obrero esto fue vivido como un triunfo.
Entre sus lugares emblemáticos se destacan las casas de los pintores José Malanca (calle Juan Rodríguez, entre San Jerónimo y Entre Ríos) y Francisco Vidal (calle Agustín Garzón), cuyas obras se exhiben en el Museo Evita. Otros lugares destacados son la casa de "El Chúcaro", destacado bailarín folklórico; y la singular Casa Eiffel. También se pueden visitar sus iglesias, grandes colegios, y el cementerio, que alberga el Memorial de los Desaparecidos y el Culto a la Ramonita, ofreciendo un contacto profundo con las raíces de Córdoba.